# Saurida
Saurida là một chi cá trong họ Synodontidae.

## Các loài
Có 24 loài được ghi nhận:
- Saurida argentea W. J. Macleay, 1881 - Cá mối thường.[2]
- Saurida brasiliensis Norman, 1935
- Saurida caribbaea Breder, 1927
- Saurida elongata (Temminck & Schlegel, 1846): Cá mối dài[3]
- Saurida filamentosa J. D. Ogilby, 1910: Cá mối vây lưng
- Saurida flamma Waples, 1982
- Saurida golanii B. C. Russell, 2011[4]
- Saurida gracilis (Quoy & Gaimard, 1824) - Cá mối nhặng.[2]
- Saurida grandisquamis Günther, 1864
- Saurida isarankurai Shindo & Yamada, 1972
- Saurida lessepsianus B. C. Russell, Golani & Tikochinski, 2015[5]
- Saurida longimanus Norman, 1939
- Saurida macrolepis S. Tanaka (I), 1917
- Saurida microlepis H. W. Wu & Ki. Fu. Wang, 1931
- Saurida micropectoralis Shindo & Yamada, 1972
- Saurida nebulosa Valenciennes, 1850
- Saurida normani Longley, 1935
- Saurida pseudotumbil Dutt & Sagar, 1981
- Saurida suspicio Breder, 1927
- Saurida tumbil (Bloch, 1795): Cá mối thường[3]
- Saurida tweddlei B. C. Russell, 2015[6]
- Saurida umeyoshii Inoue & Nakabo, 2006: Cá mối
- Saurida undosquamis (J. Richardson, 1848): Cá mối vạch[3]
- Saurida wanieso Shindo & Yamada, 1972